# Línguas de Bangladexe

Línguas de Bangladexe.

A língua nacional e oficial de Bangladexe é o bengali, de acordo com o terceiro artigo da Constituição de Bangladexe.  Com 98% da população do país sendo fluente em bengali (incluindo dialetos) como sua língua nativa, Bangladexe é o único país monolíngue no sul da Ásia. A Lei de Implementação da Língua Bengali de 1987 tornou obrigatório o uso do bengali em todos os assuntos governamentais, exceto nos casos de relações exteriores. De acordo com um censo de 2011, o bengali é predominantemente falado por 98% da população do país e também serve como a língua nacional do país. As minorias étnicas do norte e sudeste de Bangladexe falam uma variedade de línguas nativas.